# Кадышев, Степан Иванович
Степан Иванович Ка́дышев — советский  государственный и хозяйственный деятель, Герой Социалистического Труда.

## Биография
Родился в деревне Владимировка (ныне Нижегородская область) в крестьянской семье. После окончания в 1932 году Горьковского индустриального института был распределён на только что созданный авиационный завод имени С. Орджоникидзе в городе Горький (ныне — Нижний Новгород).
В 1944 году он был назначен главным инженером, а в декабре 1945 года — директором завода № 467 в городе Павлово Горьковской (ныне — Нижегородской) области).
В 1956—1963 годы — директор Ташкентского авиационного завода имени В. П. Чкалова в Узбекской ССР (ныне — Узбекистан).
В 1963—1965 годы — председатель Совета народного хозяйства (СНХ) Среднеазиатского экономического района, а затем СНХ Узбекской ССР. С 1965 года — первый заместитель Министра авиационной промышленности СССР.
Жил и работал в Москве.
Умер 10 ноября 1974 года. Похоронен в Москве на Новодевичьем кладбище.

## Признание
- Сталинская премия третьей степени (1951) — за работу в области самолётостроения.
- Указом Президиума Верховного Совета СССР от 2 марта 1962 года удостоен звания Героя Социалистического Труда за «выдающиеся успехи, достигнутые в деле организации серийного производства и выпуска новой авиационной техники» с вручением ордена Ленина и золотой медали «Серп и Молот» (№ 8262).
- ордена и медали